# Petelia medardaria
Petelia medardaria là một loài bướm đêm trong họ Geometridae.